# Jules Bloch (Indologe)
Jules Bloch (* 1. Mai 1880 in Paris; † 29. November 1953 in Sèvres) war ein französischer Indologe und Linguist. Er lehrte Vergleichende Sprachwissenschaft an der École pratique des hautes études, moderne indische Sprachen an der École nationale des langues orientales vivantes sowie Sprache und Literatur des Sanskrit am Collège de France.

## Leben und akademische Laufbahn
Blochs Eltern, Salomon Bloch und Caroline Bernheim, waren assimilierte und nicht-religiöse Juden, sie hatten ein Einzelhandelsgeschäft in Paris. Beide stammten aus dem südlichen Elsass, der Vater aus Cernay (Haut-Rhin), die Mutter aus Mülhausen. Trotz den bescheidenen Verhältnissen seines Elternhauses konnte er dank eines Stipendiums das Lycée besuchen und studieren. 1905 bestand er die Agrégation (Staatsprüfung für das höhere Lehramt) im Fach Grammatik. Bloch besuchte aber auch Vorlesungen bei Sylvain Lévi (Sanskrit) und Antoine Meillet (vergleichende Grammatik) in der historisch-philologischen (IV.) Sektion der École pratique des hautes études (EPHE), deren Diplom er 1905 mit einer Arbeit über den Nominalsatz im Sanskrit erwarb. Außerdem lernte er Hindustani und Tamil an der École des langues orientales, wo er ebenfalls 1905 mit dem Diplom abschloss.
Von 1906 bis 1908 war Bloch Forschungsstipendiat der École française d’Extrême-Orient (EFEO). Er unternahm Forschungsreisen in verschiedenen Regionen Indiens (Provinz Madras, Bengalen, Benares, Bombay und Pune), wo er Daten zu verschiedenen indischen Sprachen, sowohl der indoarischen als auch der dravidischen Sprachfamilie, sammelte. Die Universität Paris verlieh ihm 1914 das Doctorat ès-lettres, wie damals üblich aufgrund zweier Qualifikationsschriften: über Die Entstehung der marathischen Sprache und Ein Handbuch für kaschmirische Schreiber im 17. Jahrhundert. Die erstgenannte, seine Haupt-Thèse, zeichnete das Institut de France mit dem Prix Volney für die beste sprachwissenschaftliche Arbeit aus. Er kämpfte im Ersten Weltkrieg und wurde mit dem Croix de guerre geehrt.
Als Nachfolger Gauthiot Roberts wurde Bloch 1919 zum Directeur d’études (entspricht einem Professor) in der IV. Sektion der École pratique des hautes études ernannt, wo er bis 1951 den Lehrstuhl für vergleichende Grammatik innehatte. Daneben wirkte er von 1920 bis 1926 als Stellvertreter von Alfred Foucher am Lehrstuhl für indische Sprachen und Literaturen der Sorbonne. Von 1921 bis 1937 war er zusätzlich Professor für moderne indische Sprachen an der École des langues orientales und von 1937 bis 1951 Professor für Sprache und Literatur des Sanskrit am Collège de France (als Nachfolger seines akademischen Lehrers Sylvain Lévi). Während der deutschen Besetzung im Zweiten Weltkrieg musste Bloch Paris von 1941 bis 1944 verlassen und lehrte in dieser Zeit an der Universität Lyon in der vom Vichy-Regime verwalteten Südzone. Durch eine Sondergenehmigung des Marschalls Pétain war er von den antisemitischen Berufsverboten ausgenommen.
Von 1920 bis 1945 war Bloch stellvertretender Sekretär der Société de linguistique de Paris. Er war Ehrenmitglied der Royal Asiatic Society (ab 1937), der École française d’Extrême-Orient (ab 1939), der American Oriental Society (1946).
Er befasste sich mit indischen Sprachen und vergleichenden Sprachstudien innerhalb der indoeuropäischen Sprachfamilie.
Jules Bloch war ab 1916 mit Yvonne Blum-Bloch verheiratet, das Paar hatte vier Kinder, der erste Sohn starb bereits mit elf Jahren. Der jüngste Sohn Vincent Bloch war Professor für Neurobiologie. Die Psychologin Henriette Bloch ist seine Schwiegertochter.

## Schriften
- Castes et dialectes en tamoul. Mémoires de la Société de linguistique de Paris, Band 16, 1910, S. 1–30
- La formation de la langue marathe. Honoré Champion, Bibliothèque de l’École des hautes études. Sciences historiques et philologiques 215, Paris 1920, (Dissertation 1914, aber erst 1920 vollständig veröffentlicht, erhielt den Prix Volney)
- La Phrase nominale en sanskrit. Librairie Honoré Champion, coll. Mémoires de la Société de linguistique, Band XIV, Paris, 1909
- Un manuel du scribe cachemirien au XVIIe siècle, le Lokaprakāça, attribué à Ksemendra. Paul Geuthner, Paris, 1914.
- L’Indo-Aryen du Véda aux temps modernes, Adrien Maisonneuve, Paris, 1934
  - Englische Übersetzung: Indo-Aryan, from the Vedas to modern times, Adrien Maisonneuve, Paris, 1965
- Sylvain Lévi et la linguistique indienne: leçon inaugurale lue au Collège de France le 13 avril 1937, Maisonneuve, Paris, 1937
- Structure grammaticale des langues dravidiennes, Librairie d’Amérique et d’Orient, Adrien Maisonneuve, Paris, 1946.
  - Englische Übersetzung: The Grammatical Structure of Dravidian Languages, Deccan College, Pune 1954
- Les Inscriptions d’Asoka. traduites et commentées par Jules Bloch, Les Belles Lettres, Paris, 1950
- Les Tsiganes. Presses universitaires de France, Que sais-je ? 1953, Neuauflage 1969 bearbeitet von François de Vaux de Foletier und Henriette David
- Application de la cartographie à l’Histoire de l’Indo-Aryen. Herausgeber C. Caillat, P. Meile, in: Cahiers de la Société Asiatique, Band XIII, Paris, Imprimerie Nationale, 1963.
- Colette Caillat (Herausgeber): Recueil d’articles de Jules Bloch, 1906–1955, E. de Boccard, Paris, 1985.